# Аркадиу
Аркади́у (греч. Ιερά Μονή Αρκαδίου) — мужской монастырь на острове Крит, расположенный возле села Амнатос в 25 км юго-восточнее Ретимнона на северо-западном склоне горы Ида на высоте 500 м. Стены монастыря образуют форму, близкую к прямоугольной, и занимают площадь в 5200 м². Кафоликон освящён в честь святых равноапостольных Константина и Елены. Принадлежит Рефимнийской и Авлопотамской митрополии Константинопольского патриархата.

## История

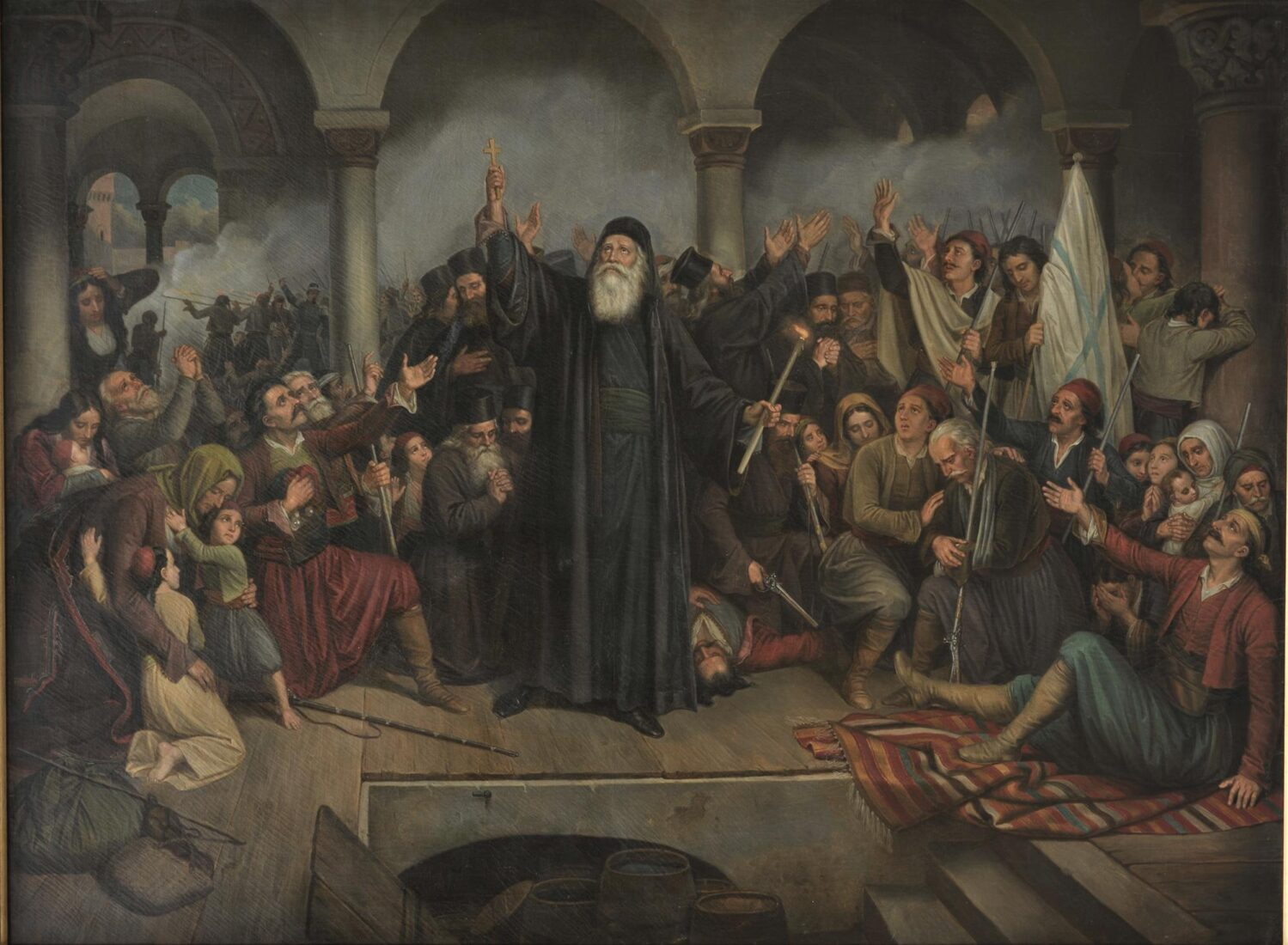
Теодорос Вризакис. Монастырь Аркадиу, 1867. Национальная художественная галерея, Афины

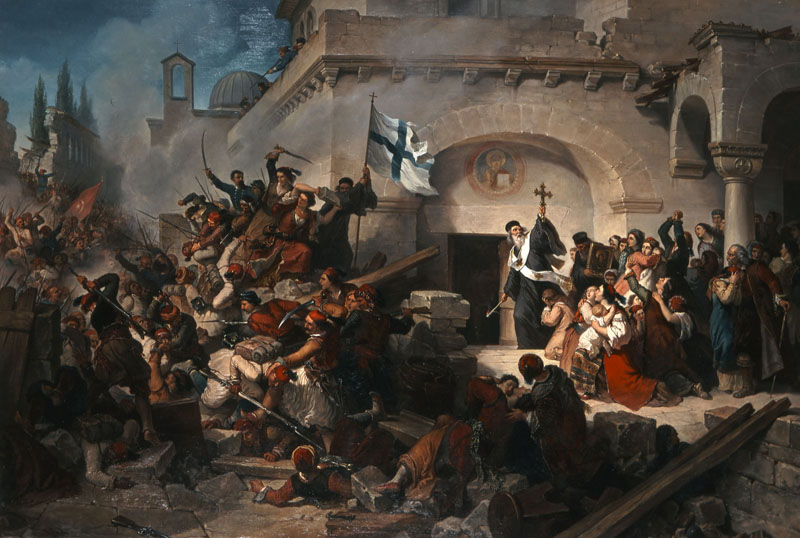
Джузеппе Лоренцо Гаттери (1829—1884). Гибель защитников монастыря Аркадиу, 1870-е. Национальная художественная галерея, Афины

Дата основания монастыря точно неизвестна. По одной из версий, получил имя Аркадиу в честь основавшего его византийского императора Аркадия (395—408). По другой версии, Аркади основал византийский император Ираклий I. Французский ботаник и путешественник Жозеф Питтон де Турнефор утверждал, что монастырь находится на месте античного города Аркадии. 
Современный монастырь учреждён в конце XVI века братьями Виссарионом (Βησσαρίων Χορτάτζης) и Климентом (Κλήμης Χορτάτζης) из семьи Хортадзов. Кафоликон датируется XVI веком и представляет собой двухнефную базилику в стиле барокко, один престол которой освящён в честь святых равноапостольных Константина и Елены, другой — в честь Преображения Господня.
В XVI веке монастырь был центром культуры, здесь располагались мастерские по изготовлению рукописных книг.
После захвата Ретимнона в 1648 году турки разграбили монастырь. Однако позже монахам было позволено вернуться. Во времена турецкой оккупации в монастыре проживало около 100 насельников. В 1822 году группа турецких солдат вновь разграбила Аркади. После провозглашения независимости Греции Крит остался под властью Османской империи, хотя христиане и получили некоторые уступки.
Монастырь Аркадиу пострадал во время критского восстания (1866—1869). 8 ноября 1866 года 15 тысяч турецких солдат осадили монастырь. После гибели монахов и защитников монастыря игумен Гавриил (Маринакис) взорвал пороховой склад. В монастыре существует музей, посвящённый событиям 1866 года. Самопожертвование защитников монастыря сделали монастырь в Греции символом борьбы за независимость, получившего имя «Холокост Аркади».
Арка на входе в монастырь была разрушена в 1866 году, но отстроена заново в 1870 году.
В монастыре Аркадиу получил образование святитель Афанасий Цареградский (1597—1654), Лубенский чудотворец, Патриарх Константинопольский.